# Wade Legge
Wade Legge (Huntington (West Virginia), 4 februari 1934 – Buffalo (New York), 15 augustus 1963) was een Amerikaanse jazzpianist.

## Biografie
Wade Legge werd op 14-jarige leeftijd beroepsmuzikant en vormde samen met bassist Lou Hackney een duo. In 1951 prees Milt Jackson hem aan bij Dizzy Gillespie, bij wie hij van 1952 tot 1955 een verbintenis had en in 1953 Europa (Parijs) bezocht. Daarna werkte Legge meerdere jaren freelance in New York bij o.a. Johnny Richards, nam hij platen op met Pete Brown, Jimmy Cleveland, Charles Mingus (Tonight at Noon), Joe Roland en Sonny Rollins en onder zijn eigen naam in Europa (1953). Van hem is Cool Breeze (1947) afkomstig.

## Overlijden
Wade Legge overleed in augustus 1963 op 29-jarige leeftijd aan de gevolgen van een maagzweerbloeding.